# Calheta de Nesquim
Calheta de Nesquim ist eine portugiesische Gemeinde (Freguesia) im Kreis (Município) Lajes do Pico auf der Azoreninsel Pico. In ihr leben 318 Einwohner (Stand 19. April 2021).